# 西村健一郎
西村 健一郎（にしむら けんいちろう、1945年1月4日 - ）は、日本の法学者。専門は、社会保障法・労働法。京都大学名誉教授。

## 略歴
- 1945年 福井県に生まれる
- 1963年 淳心学院高等学校卒業
- 1967年 京都大学法学部卒業
- 1972年 京都大学大学院法学研究科博士課程単位修得（恩師：片岡昇）
- 1972年 京都大学法学部助手
- 1973年 京都大学教養部講師
- 1974年 京都大学教養部助教授
- 1992年 京都大学総合人間学部教授
- 2001年 京都大学大学院法学研究科教授
- 2008年 京都大学停年退官・同名誉教授、同志社大学大学院司法研究科教授
- 2016年 同志社大学定年退職[1]

## 社会貢献
- 労働政策審議会労働条件分科会労災保険部会（部会長）（2006年10月 - ）
- 京都地方労働審議会委員（会長）（2005年10月 - ）
- 京都紛争調整委員会会長（2001年10月 - ）
- 京都府地方労働委員会委員（2001年5月 - ）
- 京都機会均等調停委員会委員（2000年4月 - ）
- 日本社会保障法学会代表理事（2002年5月 - 2004年4月）
- 日本社会保障法学会理事（1982年5月 - ）
- 日本労働法学会理事（1986年11月 - 2004年9月）
- 中央労働基準審議会委員（1998年4月 - 2003年3月）
- 司法試験第二次試験考査委員（労働法）（1996年1月 - 2001年12月）

## 著書
- プリマ労働法（第10版）（【共著】 2009年4月 有斐閣）
- 社会保障法入門（2008年 有斐閣）
- 労災補償（2006年2月 日本労働研究機構）
- 社会保障法 (Cases and Materials)（【共著】2005年 有斐閣）
- 社会保障法（2003年12月 有斐閣）